# Système d'unités atomiques
Les unités atomiques (ua) forment un système d'unités très utilisé pour simplifier les calculs formels ou numériques en physique quantique, notamment en physique atomique. 
Elles consistent à poser égales à 1 la constante de Planck réduite {\displaystyle \hbar }, la masse de l'électron au repos {\displaystyle m_{\mathrm {e} }}, et la constante de la loi de Coulomb multipliée par {\displaystyle e^{2}} (où -e est la charge de l'électron). 

## Définition et usage
Dans un système d'unités atomiques, on a donc : 
| {\displaystyle \hbar =m_{\mathrm {e} }={\frac {e^{2}}{4\pi \varepsilon _{0}}}=1} |

où {\displaystyle -e} est la charge de l'électron. Avec cette définition, on construit des quantités dont la valeur est également 1 et qui possèdent la dimension physique de grandeurs fondamentales : on obtient ainsi une unité atomique de distance (incidemment égale au rayon de Bohr {\displaystyle a_{0}}) et une unité atomique d'énergie (unité aussi appelée Hartree) :
En faisant apparaître la constante de structure fine {\displaystyle \alpha }, sans dimension et donc de valeur indépendante du système d'unités dans lequel on l'exprime :
On constate que {\displaystyle \alpha c=1{\rm {\;ua}}}, c'est-à-dire que la vitesse de la lumière dans le vide {\displaystyle c} vaut environ 137 ua (de vitesse, puisqu'on sait à l'avance qu'il s'agit d'une vitesse). De la même façon, toute grandeur calculée à partir de la définition des unités atomiques est naturellement et implicitement exprimée en unités atomiques (voir unités dérivées).
Une expression formelle, donnant une grandeur physique en fonction de ces quantités, peut donc être réécrite en remplaçant celles-ci par une même quantité valant arbitrairement 1. Le résultat final des calculs, dont on doit connaître au préalable la dimension physique, est converti en utilisant les expressions ou valeurs numériques déjà établies pour l'unité SI correspondant à cette dimension. Par exemple lors d'une application numérique où l'on calcule une énergie - qu'on obtient dans un premier temps en unités atomiques - on utilise le fait que 1 ua d'énergie vaut environ 27,2 eV, pour convertir le résultat en unités atomiques vers les eV.
L'homogénéité, du point de vue des dimensions physiques, n'est pas respectée. Cette méthode ne tolère donc pas les erreurs de calcul, puisque le critère d'homogénéité n'est plus utilisable simplement pour vérifier les résultats.
Le tableau suivant résume les unités atomiques de base, dont seulement trois sont indépendantes. Le choix des trois grandeurs données en guise de définition est traditionnel. Toutes ces quantités valent 1 en unités atomiques.
| Unités atomiques fondamentales      | Unités atomiques fondamentales                                 | Unités atomiques fondamentales                                   | Unités atomiques fondamentales  | Unités atomiques fondamentales |
| Grandeur                            | Nom                                                            | Symbole ou expression en SI                                      | Valeur en SI                    | Valeur numérique pratique      |
| ----------------------------------- | -------------------------------------------------------------- | ---------------------------------------------------------------- | ------------------------------- | ------------------------------ |
| masse                               | masse de l'électron au repos                                   | {\displaystyle m_{\mathrm {e} }}                                 | 9,109 382 6(16) × 10−31 kg      | 9,1 × 10−31 kg                 |
| longueur                            | rayon de Bohr                                                  | {\displaystyle a_{0}={\frac {\hbar }{m_{\mathrm {e} }c\alpha }}} | 5,291 772 109 2(17) × 10−11 m   | 0,53 Å                         |
| moment angulaire ou action          | constante de Planck réduite                                    | {\displaystyle \hbar ={\frac {h}{2\pi }}}                        | 1,054 571 68(18) × 10−34 J s    | 1,1 × 10−34 J s                |
| énergie                             | hartree                                                        | {\displaystyle E_{H}=m_{\mathrm {e} }c^{2}\alpha ^{2}}           | 4,359 744 17(75) × 10−18 J      | 27,2 eV                        |
| e2 × constante de l'électrostatique | {\displaystyle e^{2}\times {\frac {1}{4\pi \varepsilon _{0}}}} | {\displaystyle e^{2}\times {\frac {1}{4\pi \varepsilon _{0}}}}   | e2×8,987 551 6 × 109 N m2       |                                |
| temps                               | -                                                              | {\displaystyle {\frac {\hbar }{E_{\mathrm {H} }}}}               | 2,418 884 326 505(16) × 10−17 s | 2,4 × 10−17 s                  |
| vitesse                             | -                                                              | {\displaystyle {\frac {a_{0}E_{\mathrm {H} }}{\hbar }}=\alpha c} | 2,187 691 263 3(73) × 106 m s−1 | 2,2 × 106 m s−1                |
| force                               | -                                                              | {\displaystyle {\frac {E_{\mathrm {H} }}{a_{0}}}}                | 8,238 722 5(14) × 10−8 N        | 8,2 × 10−8 N                   |
| courant                             | -                                                              | {\displaystyle {\frac {eE_{\mathrm {H} }}{\hbar }}}              | 6,623 617 82(57) × 10−3 A       | 6,6 mA                         |
| température                         | -                                                              | {\displaystyle {\frac {E_{\mathrm {H} }}{k_{\mathrm {B} }}}}     | 3,157 746 4(55) × 105 K         | 3,2 × 105 K                    |
| pression                            | -                                                              | {\displaystyle {\frac {E_{\mathrm {H} }}{{a_{0}}^{3}}}}          | 2,942 191 2(19) × 1013 N m−2    | 2,9 × 1013 N m−2               |

## Remarque sur les unités CGS
En système CGS, dans lequel la permittivité diélectrique du vide {\displaystyle \varepsilon _{0}} et la perméabilité magnétique du vide {\displaystyle \mu _{0}} sont sans dimension et fixées à 1, et où le facteur {\displaystyle 4\pi } est omis, la charge électrique élémentaire {\displaystyle e} apparaît comme une unité atomique de charge électrique ; la définition des unités atomiques dépend du système de départ. 
On trouve encore cette définition CGS dans certains cours et ouvrages, même récents, malgré les recommandations du BIPM. Il faut s'astreindre à passer, de façon étanche, soit du système CGS aux unités atomiques soit du système MKSA aux unités atomiques, et d'une façon générale, s'astreindre à éviter le système CGS quand cela est possible.
Dans le système international MKSA, la valeur de {\displaystyle \mu _{0}} est fixée exactement à 4π × 10-7 henry par mètre, et la valeur de {\displaystyle {\frac {1}{4\pi \varepsilon _{0}}}} s'en déduit par la relation :
où {\displaystyle c} est la vitesse de la lumière dans le vide, soit 